# Pär Göran Gierow

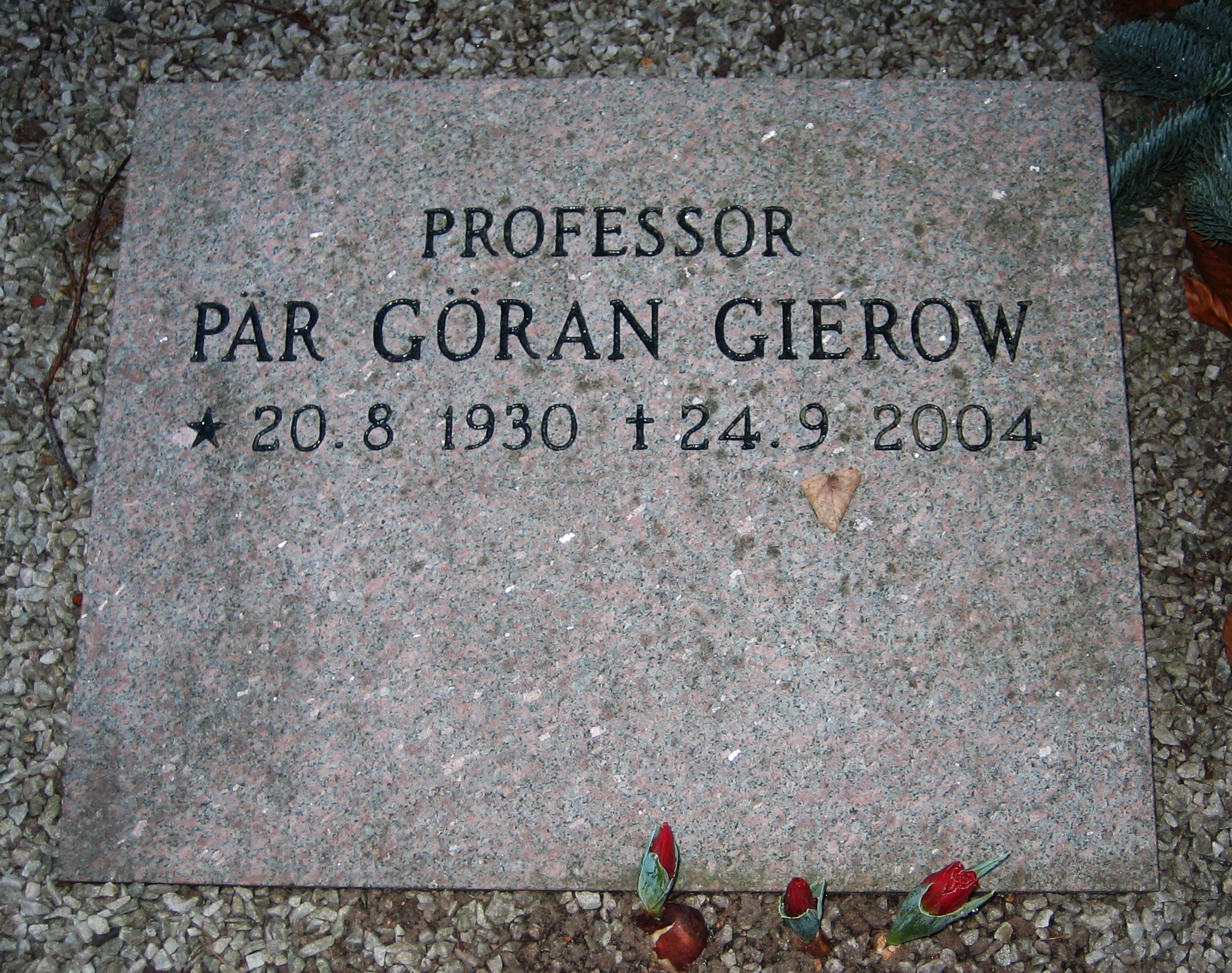
Pär Göran Gierows gravsten på Norra kyrkogården i Lund.

Pär Göran Axel Gierow, född den 20 augusti 1930 i Lund, död där den 24 september 2004, var en svensk antikvetare.
Gierow avlade filosofisk ämbetsexamen vid Lunds universitet 1953 och filosofie licentiatexamen 1959. Han promoverades till filosofie doktor där 1966 och blev docent i klassisk fornkunskap och antikens historia samma år, vid Uppsala universitet 1967. Gierow var 1965–1971 först amanuens och sedan bibliotekarie vid Uppsala universitetsbibliotek. Han var professor i antikens kultur och samhällsliv vid Lunds universitet 1971–1995. Gierow medverkade i utgrävningar i Morgantina, San Giovenale, Ficana och Simonov zaliv. Han var ledamot av styrelsen för Svenska institutet i Rom 1964–1967 och 1979–1995, för Svenska institutet i Athen 1971–1996. Gierow invaldes som ledamot av Vetenskapssocieteten i Lund 1972, av Humanistiska Vetenskapssamfundet i Lund 1972, av Vitterhetsakademien 1979 och av Fysiografiska Sällskapet i Lund 1994. Han publicerade artiklar i facktidskrifter och dagspress.
Pär Göran Gierow var son till Krister Gierow och brorson till Karl Ragnar Gierow.
Gierow ligger begraven på Norra kyrkogården i Lund. Hans efterlämnade papper förvaras i Lunds universitetsbibliotek.